# Heinrich von Hacht
Heinrich von Hacht (* 17. Dezember 1915 in Hamburg; † 16. März 1998 in Ludwigsburg) war ein baden-württembergischer Landtagsabgeordneter (SPD).

## Leben
Von Hacht hatte eine Ausbildung als Schriftsetzer gemacht und war Schriftsetzermeister, als er 1960 als SPD-Kandidat in der 3. Wahlperiode für den Wahlkreis 10 Ludwigsburg I in den Landtag von Baden-Württemberg gewählt wurde. Er wurde zweimal wiedergewählt und schied 1972 aus dem Landtag aus.